# Lago do Junco
Lago do Junco este un oraș în unitatea federativă Maranhão (MA), Brazilia.